# Freddie Gilroy
Frederick Gilroy, noto come Freddie Gilroy (Belfast, 7 marzo 1936 – Belfast, 28 giugno 2016), è stato un pugile irlandese, che ha gareggiato per l'Irlanda ai Giochi Olimpici di Melbourne, vincendo la medaglia di bronzo nei pesi gallo. Da professionista è stato campione europeo dei pesi gallo e avversario di Mario D'Agata e Piero Rollo.

## Biografia

### Carriera da dilettante
Mancino Nord irlandese, rappresenta l'Irlanda alle Olimpiadi di Melbourne 1956, vincendo la medaglia di bronzo nei pesi gallo. Sconfigge al primo turno il sovietico Boris Stepanov per KO al terzo round, nei quarti di finale l’italiano Mario Sitri ma in semifinale deve cedere al tedesco Wolfgang Behrendt, poi medaglia d’argento.

### Carriera da professionista
Gilroy esordisce al professionismo con una vittoria nel febbraio 1957. Al diciottesimo match, ancora imbattuto, sconfigge a Londra l'ex campione del mondo Mario D'Agata, ai punti in dieci riprese. Al successivo incontro, sempre alla Wembley Arena, conquista il titolo europeo dei pesi gallo, battendo ai punti in quindici riprese l’italiano Piero Rollo.
Dopo aver subito la prima sconfitta, ai punti, contro il messicano Ignacio Pina, il 25 ottobre 1960, incontra il francese Alphonse Halimi per il titolo mondiale dei pesi gallo, secondo la versione riconosciuta dall'EBU, vacante per la rinuncia di José Becerra. Perde ai punti in quindici riprese, sempre alla Wembley Arena. 
Il 27 maggio 1961, Gilroy perde il titolo europeo dei gallo sotto i pugni del belga Pierre Cossemyns, al Palazzo dello sport di Schaerbeek per knock-out tecnico al nono round. Si rifà conquistando quello britannico e del Commonwealth battendo a Belfast Bill Rafferty per KO alla dodicesima ripresa.
Dopo aver battuto ai punti il peso mosca francese René Libeer, Gilroy raccoglie la sfida del concittadino John Caldwell, già campione del mondo, e conserva il titolo britannico e del Commonwealth il 20 ottobre 1962 a Belfast per ferita al nono round. Immediatamente annuncia il suo ritiro dalla sua breve ma fortunata carriera di pugile.